# St. Martin (Gütterlitz)

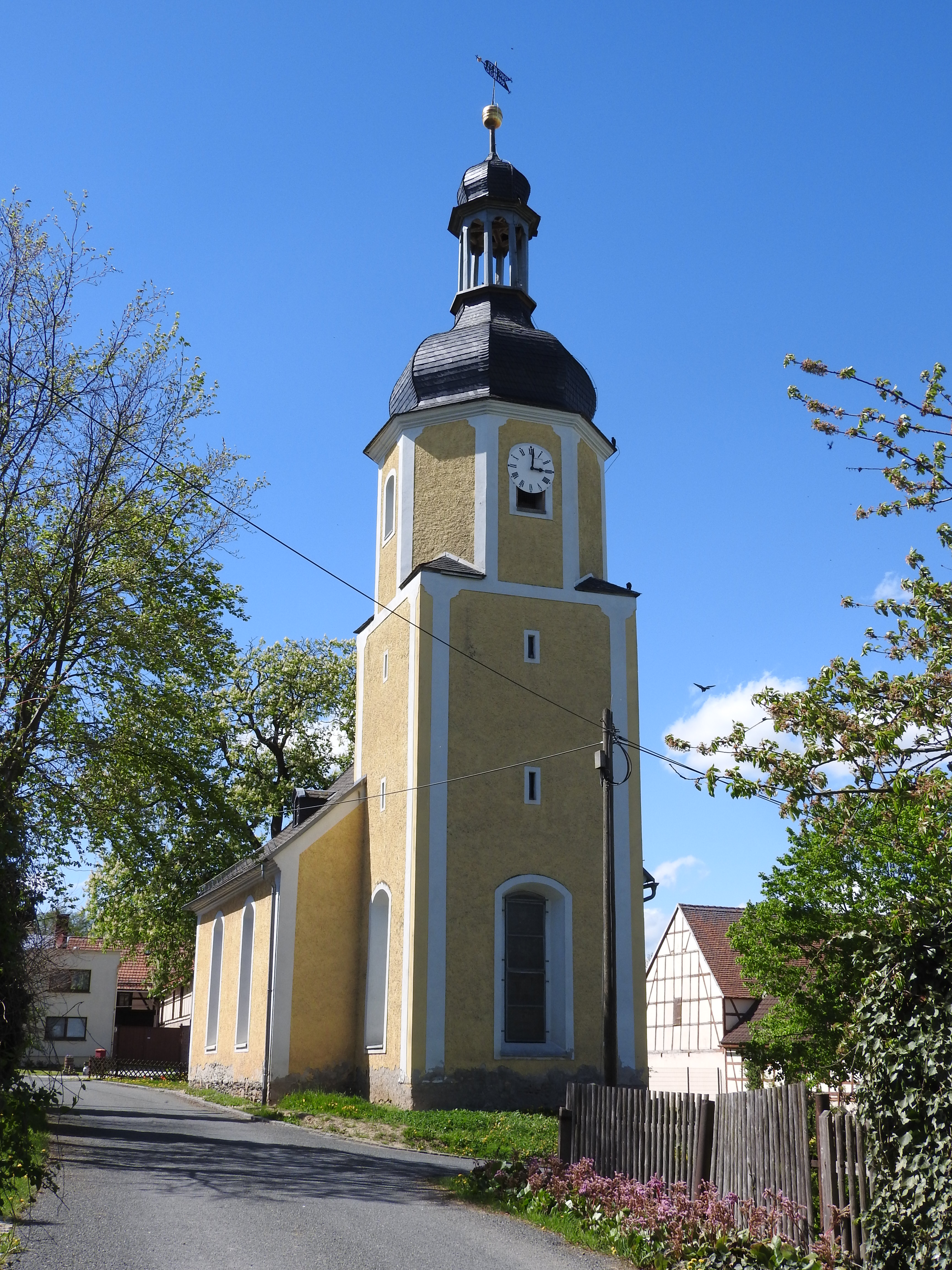
Gütterlitz, St. Martin

Die evangelisch-lutherische Kirche St. Martin steht in Gütterlitz, einem Ortsteil der Landgemeinde Stadt Auma-Weidatal im Landkreis Greiz in Thüringen. Der Gemeindeteil Gütterlitz gehört zur Kirchengemeinde Auma der Pfarrei Auma im Kirchenkreis Greiz der Evangelischen Kirche in Mitteldeutschland.

## Beschreibung
Eine Kirche wurde hier erstmals 1555 erwähnt. Die jetzige Saalkirche mit Chorturm wurde auf den Grundmauern der alten baufälligen Vorgängerkirche in den Jahren 1736 bis 1739 erbaut. Das Kirchenschiff ist mit einem Satteldach bedeckt. Der Turm hat eine schiefergedeckte Haube, auf der eine offene Laterne sitzt. Zusätzlich hat er ein oktogonales Geschoss für den Glockenstuhl und die Turmuhr. Der durch einen runden Triumphbogen vom Langhaus getrennte Chor weist drei erneuerte Bleiglasfenster auf. Die Kirchenausstattung ist schlicht, nur die Kanzel und der Altar von 1899 sind mit Intarsien verziert.
Die Orgel mit neun Registern, verteilt auf ein Manual und Pedal, wurde 1845 vom Orgelbauer Poppe gebaut. Sie wurde 1997 restauriert.
Die letzte gründliche Restaurierung der Kirche erfolgte in den Jahren 1988 bis 1996.